# Монстреле, Ангерран де
Ангерран де Монстреле (фр. Enguerrand de Monstrelet, около 1390, Монстреле — 20 июля 1453, Камбре) — французский хронист, один из летописцев последнего периода Столетней войны, автор «Хроники Монстреле».

## Биография
Сведений о нём сохранилось немного. Выходец из небогатых пикардийских дворян графства Понтье, происходивших из Булонне, уроженец деревни Монстреле близ Абвиля (совр. департамент Сомма), он в молодости служил оруженосцем у Жана де Люксембурга. 
В 1422 году в должности капитана он находился на службе у старшего брата Жана Люксембургского, графа Сент-Поля, а в 1424-м командовал гарнизоном принадлежавшего графу замка Френе и обвинялся в расправе над мирными абвильскими торговцами. В 1430 году он находился в военном лагере герцога Филиппа Доброго у Компьена и присутствовал при его беседах с пленённой им Жанной д’Арк, умолчав, однако, в своей хронике о содержании их беседы. В 1435 году участвовал в подготовке мирного договора в Аррасе. 
С 1436 года был членом суда эшевенов, занимая также должность gavenier (то есть ответственного за сбор церковного налога, взимаемого для графа Фландрии как покровителя местных епископов) в Камбре, и, вероятно, постоянно проживал в этом городе. В 1444—1446 годах он исполнял обязанности прево Камбре, а с 12 марта 1445 года служил судебным приставом Валенкура. В конце апреля 1449-го и в мае 1450 года побывал в Риме. 
Монстреле умер 20 июля 1453 года в Камбре. Его останки были найдены в 1959 году в часовне местного монастыря францисканцев и перезахоронены в 1962 году.

## Сочинения
Его основным историческим трудом является «Хроника Монстреле» (лат. Chroniques de Monstrelet), написанная для дома Люксембург-Линьи и содержащая сообщения о событиях с 1400 по 1444 год. Хронологически она подразделяется на две книги, первая из которых доводит изложение до 1422 года.
Как историк Монстреле, летописец герцогов Бургундских, считается продолжателем Жана Фруассара, подражая и его литературному стилю, однако внимание уделяет, главным образом, событиям в Бургундии. Как и Фруассар, он интересуется преимущественно военными кампаниями, сражениями, рыцарскими турнирами и придворными развлечениями, описывая их в настолько утомительных подробностях и столь напыщенным риторическим языком, что Франсуа Рабле назвал его «слюнявым, как банка горчицы».
Даже когда Монстреле декларирует свою непредвзятость, он всё равно остаётся на стороне покровителя-герцога. Традиционно отношение Монстреле к Жанне д’Арк определяется исследователями как враждебное, однако историк Доминик Гой-Бланке (фр. Dominique Goy-Blanquet) называет стиль повествования Монстреле «в высшей степени нейтральным».
Будучи свидетелем многих из описываемых событий, Монстреле некритически подходит к своим источникам, порой проявляя недостаточное знание латыни и ошибаясь в географических названиях. «Этот благородный и деятельный человек, — пишет французский медиевист Бернар Гене, — любитель-историк, представлял себе Францию и Англию, словно в тумане».
«Хроника Монстреле» не отличается литературным стилем, однако является источником ценных фактических сведений об эпохе Столетней войны, а также правлении в Бургундии герцогов Жана Бесстрашного и Филиппа III Доброго. В ней задействовано немало подлинных документальных источников, включая договоры, указы и письма этих государей, которые, однако, подобраны довольно тенденциозно.
По обычаю того времени, «Хроника Монстреле» была продолжена другими летописцами, в том числе Матьё д’Эскуши, Жоржем Шателеном и Жаном Молине, до 1516 года.
Автограф хроники не сохранился, известно лишь несколько рукописей второй половины XV века из собраний Национальной библиотеки Франции (Париж) и Городской библиотеки Берна. Впервые она была опубликована в 1503 году в серии «Французские хроники», выпускавшейся известным парижским издателем Антуаном Вераром, и в одном только XVI столетии выдержала не менее 10 переизданий, среди которых наибольшего внимания заслуживает трёхтомная публикация Дени Соважа. Комментированное научное издание хроники, отредактированное историком Жаном Александром Бюшоном, увидело свет в Париже в 1826 году. Академическая публикация её в шести томах выпущена была там же в 1857—1862 годах под редакцией историка-источниковеда Луи Дуэ д'Арка.